# Otto Strauß (Politiker, 1954)
Otto Winfried Strauß (* 19. Februar 1954 in Balve-Garbeck) ist ein deutscher Politiker (AfD) aus Arnsberg-Hüsten im Hochsauerlandkreis. Bei der Bundestagswahl 2025 wurde er über die NRW-Landesliste seiner Partei in den Deutschen Bundestag gewählt.

## Leben
Strauß ist Rentner und einstiger Dachdeckermeister, außerdem ist er Fluglehrer.  Er ist verheiratet, hat vier Kinder und fünf Enkelkinder. Er lebt im Ortsteil Hüsten in der Stadt Arnsberg.

## Politik
Strauß ist Kreisvorsitzender der AfD im Hochsauerlandkreis sowie Fraktionsvorsitzender der AfD im Rat der Stadt Arnsberg. In den 1990er-Jahren war er in der rechtskonservativen Kleinpartei Die Republikaner tätig und dort Bezirksvorsitzender in Südwestfalen. Seit 2016 ist er Mitglied der Alternative für Deutschland.
Bei der Bundestagswahl 2021 kandidierte er als Direktkandidat für die AfD im Bundestagswahlkreis Hochsauerlandkreis, wo er 6,48 Prozent der Erststimmen erhielt und damit erwartungsgemäß dem CDU-Politiker Friedrich Merz unterlag. Für die Bundestagswahl 2025 trat nicht er, sondern Bernhard Bühner als Direktkandidat für die AfD im Hochsauerlandkreis an. Strauß wurde jedoch vom Landesverband der AfD Nordrhein-Westfalen auf Platz 19 der Landesliste nominiert. Bei der Wahl am 23. Februar 2025 gelang ihm über die AfD-Landesliste der Einzug in den Deutschen Bundestag. Mit Strauß, Friedrich Merz (CDU), Dirk Wiese (SPD) und Sandra Stein (Grüne) sind somit in der 21. Legislaturperiode vier Abgeordnete aus dem Hochsauerlandkreis im Deutschen Bundestag vertreten.